# Annette Beveridge

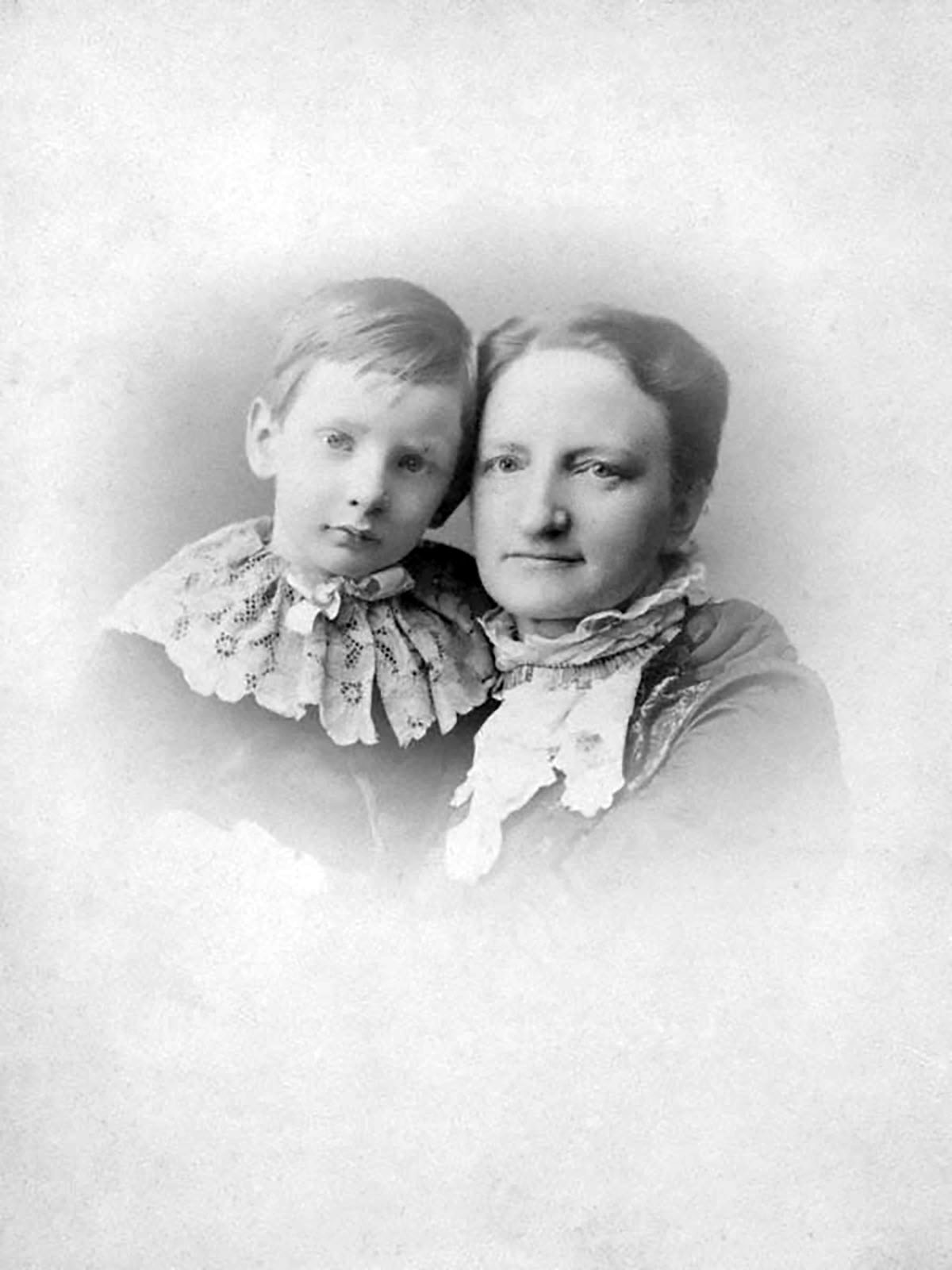
Annette Beveridge und ihr Sohn William, Juni 1884

Annette Susannah Beveridge, geb. Akroyd (* 13. Dezember 1842 in Stourbridge; † 27. März 1929 in London), war eine britische Orientalistin. Sie ist vor allem durch ihre Übersetzungen des Bābur-nāma aus dem Tschagataischen und einer Geschichte Humāyūns aus dem Persischen bekannt. Sie stammte aus einer unitarischen Familie und besuchte drei Jahre lang das Bedford College in London. Durch die Verbindung der Unitarier zum Brahmo Samaj kam sie in Kontakt zu Keshab Chandra Sen, der 1870 auf einer Vortragsreise in England um Unterstützung für die Frauenbildung in Indien warb. Annette Beveridge folgte seinem Aufruf und ging 1872 nach Kalkutta, um dort seine Schule zu leiten. Sie überwarf sich jedoch bald mit Sen und gründete mit dem progressiven Zweig des Brahmo Samaj eine eigene Mädchenschule, die später in dem berühmten Bethune-College aufging. Nach ihrer Heirat mit dem Kolonialbeamten Henry Beveridge 1875 in Kalkutta und einigen Jahren der Familienzeit begann sie mit 51 Jahren, Persisch zu lernen und arbeitete sich fünf Jahre später in das Tschagataische ein. In beiden Sprachen übersetzte sie bis dahin unbekannte Quellen der Mogul-Geschichte.

## Kindheit und Jugend

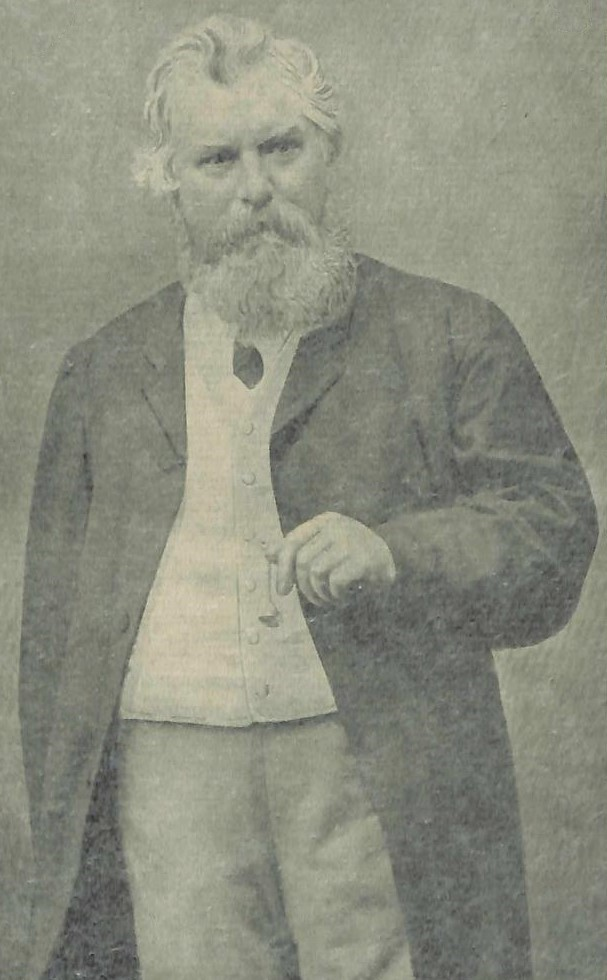
William Akroyd

Annette Beveridge wurde als drittes Kind von William Akroyd (1804–1869) und dessen Frau Sarah Walford in Stourbridge geboren. Ihr Vater war als Wandergeselle in den Ort gekommen und hatte 1830 dort geheiratet. Annette war das sechste und letzte Kind aus dieser Ehe, und außer ihr überlebten nur zwei weitere, Eliza (1831–1858) und Fanny (1840–1926), das Kindesalter. Als Annette sechs Jahre alt war, starb ihre Mutter und der Vater heiratete erneut. Seine zweite Frau, die zwölf Jahre jüngere Mary Anne Perks, war die Tochter eines Schneiders. Aus dieser Verbindung gingen fünf weitere Kinder hervor, von denen zwei in ihren ersten Lebensmonaten verstarben. William Akroyd hatte im Jahr seiner Heirat einen eigenen Betrieb eröffnet, sich aber zunehmend in Bereichen außerhalb seines erlernten Berufes betätigt. Insbesondere war er als Liberaler in der Kommunalpolitik aktiv und dabei rund zwanzig Jahre lang eine der führenden Persönlichkeiten von Stourbridge. Einige Jahre lang hatte er die Geschäftsleitung der Stourbridge Gaswerke inne. Vor allem aber kam ihm das Verdienst zu, dass der Ort 1863 nach langen Bemühungen endlich an das Eisenbahnnetz angeschlossen wurde. Er war deshalb auch bis zu seinem Lebensende der Vorsitzende der Stourbridge Railway. Das Vermögen, das er seiner Witwe und seinen fünf Kindern hinterlassen konnte, stammte vorwiegend von Aktien verschiedener Eisenbahngesellschaften. William Akroyd war ein aktives Mitglied der unitarischen Gemeinde von Stourbridge. Die Unitarier pflegten einen rationalen Glauben, der frei war von mechanisch ausgeführten Riten. Es war ihr Ziel, die Menschheit zu verbessern; alle gesellschaftlichen Gruppen sollten an diesem Projekt teilhaben, selbstverständlich auch die Frauen. Diese Vorstellung bildete die Grundlage für die zahlreichen, nicht selten auch reformerischen Aktivitäten der Glaubensgemeinschaft im sozialen, politischen und besonders auch im erzieherischen Bereich. Annettes Vater war ein typischer Vertreter seines Bekenntnisses. Er gestattete seinen Töchtern eine gute Ausbildung, die im viktorianischen England keineswegs üblich war.

## Ausbildung
Für ein britisches Mädchen der Mittelklasse war es in den 1840er und 1850er Jahren typisch, zu Hause von der Mutter, einer älteren Schwester oder einer Gouvernante ausgebildet zu werden. Eventuell kamen auch Unterrichtungen vom örtlichen Geistlichen hinzu. Manche besuchten ein Mädchenpensionat, in dem aber keine fachlichen Kenntnisse vermittelt wurden, sondern gutes Benehmen, Tischmanieren und Kenntnisse der Etikette. Über Annette Akroyds frühe Ausbildung ist lediglich bekannt, dass sie im Alter von etwa 12 bis 14 Jahren ein solches Pensionat in Southampton besuchte.

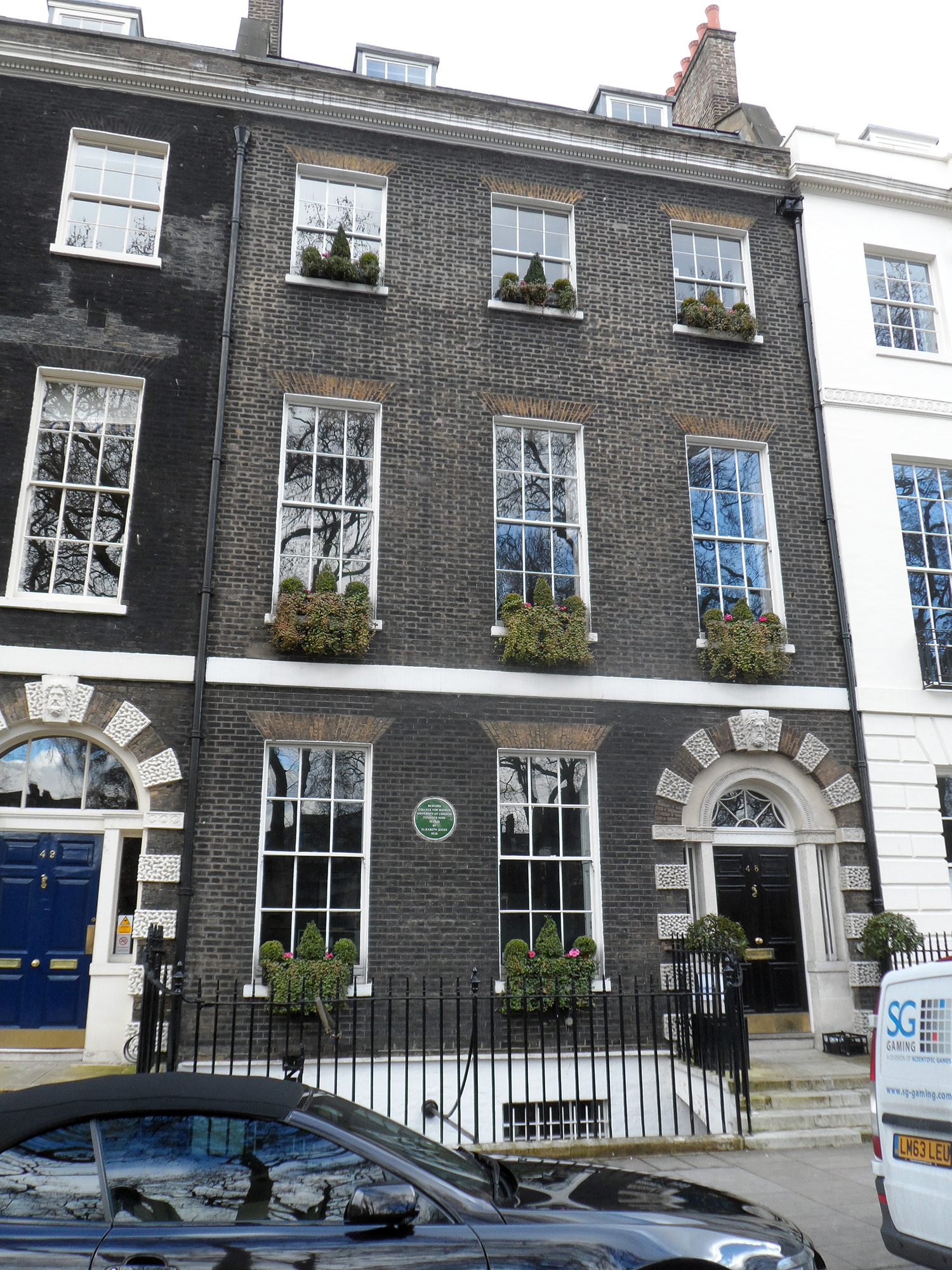
Ladies College in Bedford Square

Eine Unterrichtung in heute allgemein üblichen Schulfächern erhielt Annette Akroyd erst mit dem Besuch des Bedford College in London. Dieses war 1849 von der Unitarierin Elizabeth Jesser Reid als konfessionsfreie Bildungseinrichtung für Frauen gegründet worden. Obgleich Ms. Reid sich bemühte, eine möglichst breite Unterstützerbasis zu finden, um dem überkonfessionellen Anspruch gerecht zu werden, stammten Förderer, Belegschaft und Studenten doch häufig aus Unitarier-Familien. Drei Jahre lang, von 1861 bis 1864, belegte Annette Akroyd dort mit großem Erfolg die Fächer Mathematik, Latein, Deutsch, Französisch, Alte und Neue Geschichte, Moralphilosophie, Zeichnen und Musik. Zugleich machte sie die Bekanntschaft mit verschiedenen Persönlichkeiten Londons, die dort als Lehrer oder Schüler tätig waren. Erwähnenswert sind hier Richard Holt Hutton, Herausgeber des Economist (1857–1861) und des Spectator (1861–1897), der sie drei Jahre lang in Mathematik unterrichtete, und der Historiker Edward Spencer Beesly (1831–1915), der ihr Lateinlehrer war.
Im Juni 1864 endete für Annette Akroyd die Zeit in Bedford. In den folgenden Jahren setzte sie ihre intensive Lektüre fort, die sie bereits am College begonnen hatte. Religiöse Themen interessierten sie besonders. Sophia Dobson Collet (1822–1894), bekannt vor allem für ihre Bücher über den Brahmo Samaj, versorgte sie mit Lektürehinweisen zu orientalischen Religionen und gratulierte ihr dazu, zu den wenigen zu gehören, die Francis William Newmans Buch Hebrew Theism zu schätzen wissen. Ansonsten hielt sie die Verbindung zum Bedford College aufrecht und nahm dort im Sommer 1867 an einem zweitägigen Lateinwettbewerb teil, den sie gewann und 8 Pfund als Preisgeld erhielt.
Nach ihrer Schulzeit unterstützte sie außerdem den Wahlkampf ihres Vaters, der 1858 ein Führer der liberalen Partei im neuen East Worcestershire District geworden war.

## Tod des Vaters und Aufteilung der Familie Akroyd
Nach dem Tod des Vaters am 17. Januar 1869 trennte sich die Familie. Im Mai 1869 zog die Witwe Mary Ann Akroyd mit ihren drei Kindern nach London Highgate und bestimmte, dass Annette und Fanny eine eigene Unterkunft beziehen sollten. Die Schwestern, die auch gemeinsam am Bedford College gewesen waren, mieteten sich ebenfalls in London ein. Dank der Aktien, die sie vom Vater geerbt hatten, mussten sie ihren Lebensunterhalt nicht verdienen und hatten die finanziellen Mittel, um sich zunächst auf eine ausgedehnte Europareise zu begeben. Zusammen mit einer Freundin und einer Art Anstandsdame nahmen sie ein Schiff bis Antwerpen, fuhren den Rhein hinab bis Heidelberg und sahen die Schweiz, Frankreich und vor allem Italien. Am 31. Juli 1870 kehrten sie nach London zurück.

## „Brahmo Samaj“ und Gründung der „National Indian Association“

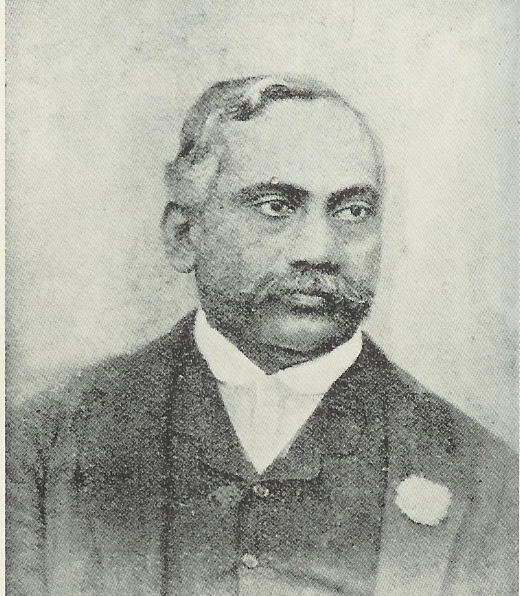
Monmohan Ghose

Durch ihre Bekanntschaft mit Sophia Collet war Annette Akroyd bereits seit etwa 1867 über den Brahmo Samaj informiert, als sich der Führer der hinduistischen Reformorganisation, Keshab Chandra Sen, von März bis September 1870 zu einer Vortragsreise in England aufhielt. Außerdem war sie von den frühen 1860er Jahren an mit Monmohan Ghose (1844–1896) befreundet, ebenfalls ein Mitglied des Brahmo Samaj of India, der 1866 als einer der ersten Inder in England als Rechtsanwalt zugelassen wurde. Der Brahmo Samaj hatte seit seiner Gründung eine enge Verbindung zum Unitarismus. Ram Mohan Roy unterhielt schon in den frühen 1820er Jahren eine umfangreiche Korrespondenz mit Unitariern in England und den USA. Freundschaftlichen Kontakt pflegte er auch zu Lant Carpenter, seinerzeit einer der führenden unitarischen Pfarrer (mit verwandtschaftlichen Beziehungen nach Stourbridge), den er 1833 bei seiner Englandreise in Bristol besuchte. Carpenter hielt auch die Grabrede für den Freund, der bei diesem Besuch verstarb. 

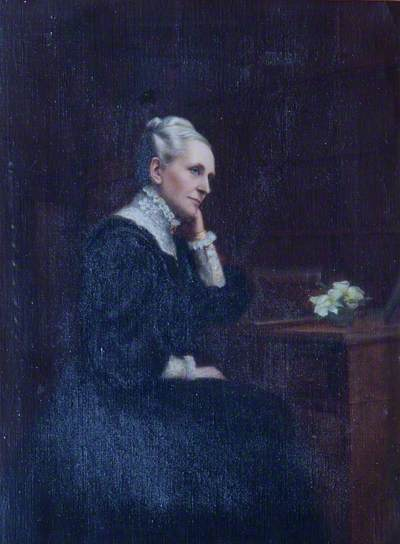
Adelaide Manning, 1828–1905

Lant Carpenters Tochter Mary Carpenter hielt den Kontakt zum Brahmo Samaj aufrecht und unternahm 1866–1867 eine Reise nach Indien. Dort erfuhr die Sozialreformerin, dass es für Mädchen und Frauen nur wenige Ausbildungsmöglichkeiten gab – unter anderem, weil weibliche Lehrerinnen fehlten. Da die Frauenbildung auch ein Anliegen des Brahmo Samaj of India war, kamen Keshab Chandra Sen und Mary Carpenter bei ihrem Treffen in Kalkutta überein, dass britische und indische Reformer zusammenarbeiten müssten. Um die Verbindung der Unitarier mit dem Brahmo Samaj zu institutionalisieren, gründete Mary Carpenter in Bristol die National Indian Association (NIA), deren Hauptziel es war, die Frauenbildung in Indien zu fördern und die britische Öffentlichkeit über Indien zu informieren. Erstes Ehrenmitglied war Keshab Chandra Sen, für den Mary Carpenter die Vortragsreise in England organisiert hatte, und der auch zur Einweihungsveranstaltung am 9. September 1870 in Bristol anwesend war. Der Londoner Zweig der NIA wurde 1871 von Charlotte Manning gegründet und nach deren Tod im selben Jahr von ihrer Stieftochter Elizabeth Adelaide Manning (1828–1905) geleitet, einer Freundin von Annette Akroyd. Deren Stiefmutter Mary Ann Akroyd war dort eine Zeitlang als Sekretärin tätig.
Während seines Aufenthaltes in England hielt Sen Vorträge in insgesamt 14 Städten, darunter einen am 1. August 1870 in der Victorian Discussion Society. Dort schilderte er in drastischen Worten, wie Millionen Inderinnen nach Bildung verlangten, und rief die Engländerinnen eindringlich dazu auf, den indischen Schwestern aus ihrer Not zu helfen. Annette Akroyd war bei dieser Gelegenheit nicht anwesend, aber sie hatte von dem Vortrag gehört. Sie traf Sen persönlich am 14. August und nochmals bei seinem Abschiedstreffen am 12. September 1870. Zehn Monate später informierte sie ihre Schwester Fanny über ihren Wunsch, nach Indien zu gehen.

## Schulgründung in Indien
Annette Akroyd hatte den Entschluss gefasst, dem Aufruf K. C. Sens zu folgen, und bereitete sich auf eine Tätigkeit als Lehrerin in Indien vor. Erste Unterrichtserfahrung hatte sie von etwa 1864–1866 in einer Sonntagsschule für Jungen gesammelt. Ab Anfang 1871 gab sie Kurse am Working Women’s College in London, das 1864 von der Unitarierin Elizabeth Malleson (1828–1916) gegründet worden war. Um die kommunikativen Möglichkeiten in ihrer künftigen Umgebung zu optimieren, begann sie im Herbst 1871, Bengalischunterricht zu nehmen. Ihr Lehrer war Krishna Govinda Gupta (1851–1926). Außerdem belegte sie einen Kurs in der Home and Colonial School Society, in der allerdings nur Erziehungsmethoden nach Pestalozzi für jüngere Kinder vermittelt wurden. Im Oktober 1872 schiffte sie sich nach Indien ein und erreichte Kalkutta im Dezember 1872, zwei Tage nach ihrem dreißigsten Geburtstag. Dort wohnte sie für einige Monate bei Monmohan Ghose und seiner Frau.

### Bruch mit Keshab Chandra Sen
K. C. Sen hatte im September 1871 eine Normalschule für junge Frauen gegründet, die jedoch an Lehrermangel litt. Er hatte mit Annette Akroyd abgesprochen, dass sie die Schulleitung übernehmen sollte, und forderte sie in einem Brief vom 4. März 1872 auf, sofort nach Indien zu kommen. Über indische Freunde und durch Zeitungsartikel erfuhr sie jedoch, dass Sen gar nicht die progressive Haltung zur Bildung von Frauen und zu ihrer gesellschaftlicher Stellung besaß, die er in seinen Reden in England vertreten hatte. Sie teilte Sen daher im Sommer 1872 mit, dass sie nicht mehr bereit war, die Leitung seiner Schule zu übernehmen und plante stattdessen eine eigene Ausbildungsstätte.

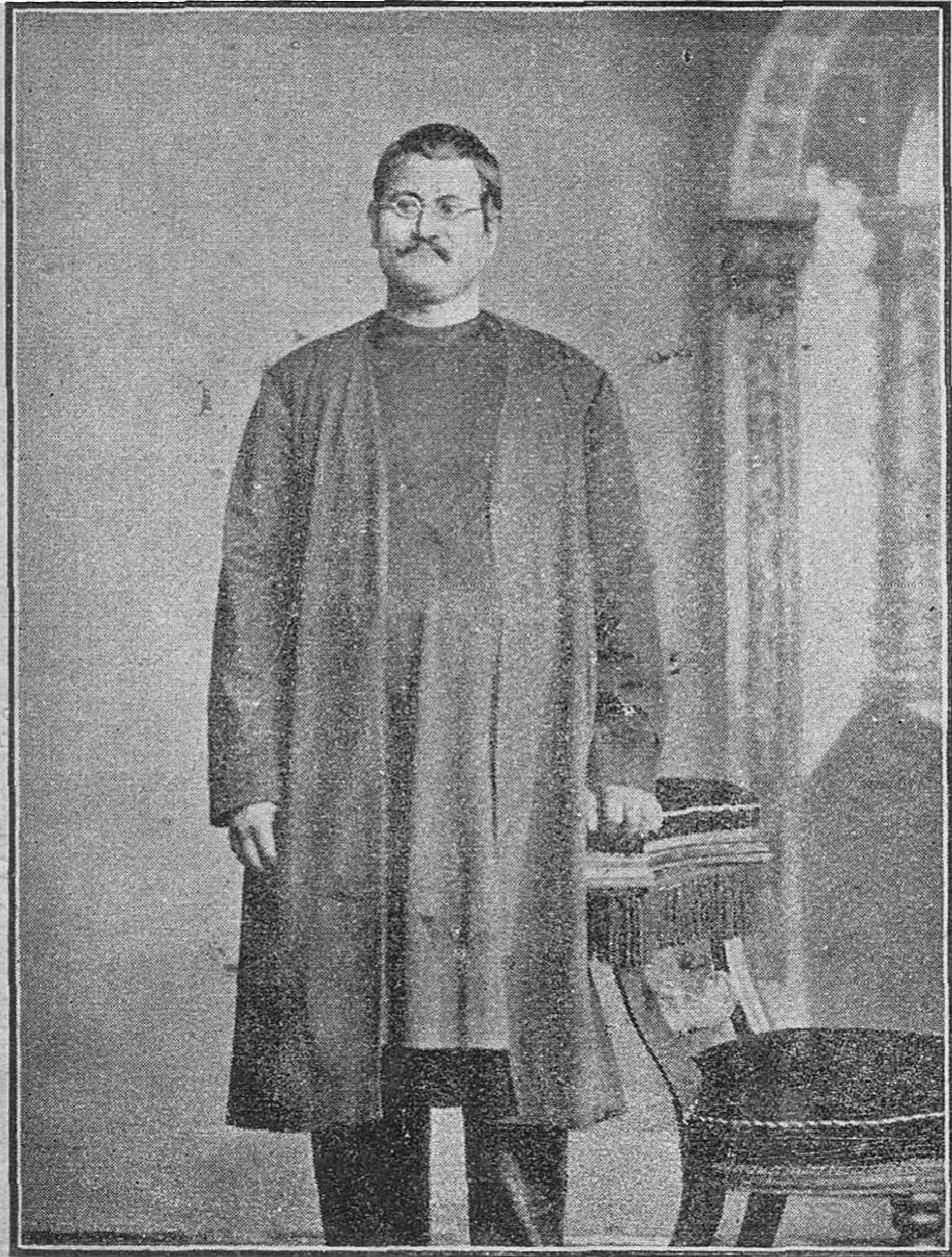
Keshab Chandra Sen

### Konflikte über den Status und die Bildung von Frauen im Brahmo Samaj
In Indien musste sie feststellen, dass das Interesse an Bildung sehr viel geringer war, als Sen in seinen Vorträgen behauptet hatte. Hinter den Brahmos stand keine kritische Masse, die eine Ausbildung von Mädchen mitgetragen hätte, und die Mitglieder des Brahmo Samaj selbst waren in dieser Frage keineswegs geeint. Der Status von Frauen insgesamt war ein Thema mit großer Sprengkraft im Brahmo Samaj. So war es über die Frage, ob Frauen beim Brahmo-Gottesdienst anwesend sein dürfen oder nicht, bereits 1866 zu einer Spaltung der Gemeinschaft gekommen. Sen hatte zwar ihre Teilnahme gestattet, sie sollten aber hinter einem Vorhang verborgen bleiben. Fünf Jahre später forderte die fortgeschrittenere Partei in Sens Gruppe, dass die Frauen neben ihren Ehemännern Platz nehmen dürfen. Diesen Vorstoß lehnte Sen strikt ab. Er war überdies der Ansicht, dass einige Brahmos bei der Emanzipation der Frauen zu weit gingen, etwa wenn einige der jüngeren Mitglieder ihre Frauen männlichen Freunden vorstellten.
Vereinfacht gesagt teilte sich die Gemeinschaft der Brahmos in die Konservativen, zu denen Keshab Chandra Sen gehörte, und die eher Progressiven, die eine erheblich umfangreichere Mädchenbildung wünschten, zu der auch Mathematik und Naturwissenschaften gehören sollten. Letztere planten daher eine eigene Schule und gründeten zusammen mit Annette Akroyd ein Gremium, um über die Einzelheiten zu beraten. K. C. Sen war anfangs noch dabei, verließ das Komitee wegen größerer Meinungsverschiedenheiten aber schon im Februar 1873 wieder. Im Zusammenhang mit der Schulgründung wurde deutlich, dass es neben der Frage nach der Stellung der Frauen weitere Differenzen innerhalb der Gemeinde gab. Wichtige andere Meinungsverschiedenheiten betrafen Bhakti, Asketentum, die Rolle und Kontrolle der Missionare und die Autorität im Brahmo Samaj ganz allgemein.

### Persönliche Angriffe auf Annette Akroyd in der Presse
Diese Konflikte innerhalb des Brahmo Samaj waren bereits in vollem Gange, als Annette Akroyd in Indien eintraf und dort zwischen die Fronten geriet. Die konservative Fraktion der Brahmos, die die Gründung der neuen Schule mit höchster Missbilligung beobachteten, starteten eine Verleumdungskampagne, um Annette Akroyd zu diskreditieren. Im Mai 1873 berichtete diese ihrer Schwester von „unhöflichen und sogar verleumderischen“ Zeitungsangriffen auf das Komitee, die für die Schule sehr unglücklich seien. Die Attacken gingen von zwei Zeitungen aus: The Indian Mirror, das offizielle Organ des Brahmo Samaj, und die Wochenschrift Sulabh Samachar für die ärmste Bevölkerungsschicht zum Preis von einer Paisa. Auch wenn die beiden Blätter von Sen herausgegeben bzw. gegründet worden waren, stammten die feindseligen Artikel vor allem von den durch ihn eingesetzten Missionaren. Sie machten Stimmung gegen alle in der Gruppe, welche die Frauenemanzipation stärker vorantreiben wollten. Annette Akroyd war dabei jedoch ein favorisiertes Ziel. Man warf ihr beispielsweise vor, ihr Unterricht würde „den Weg ebnen für eine Zerstörung unserer Gesellschaft“; da sie unverheiratet sei, könne ihr Unterricht nicht segensreich sein; sie sei uneingeladen nach Indien gekommen und zwar nur deshalb, weil sie sonst in England verhungert wäre; überhaupt führe der „ganz und gar schamlose“ Lebensstil der europäischen Frauen dazu, dass indische Frauen ihre Bescheidenheit ablegten, sich den Männern beigesellen und dadurch die Basis weiblicher Tugend zerstört werde. Schließlich wurde noch verbreitet, ihre Schule sei bereits wieder geschlossen worden.

### Gründung des „Hindu Mahila Vidyalaya“

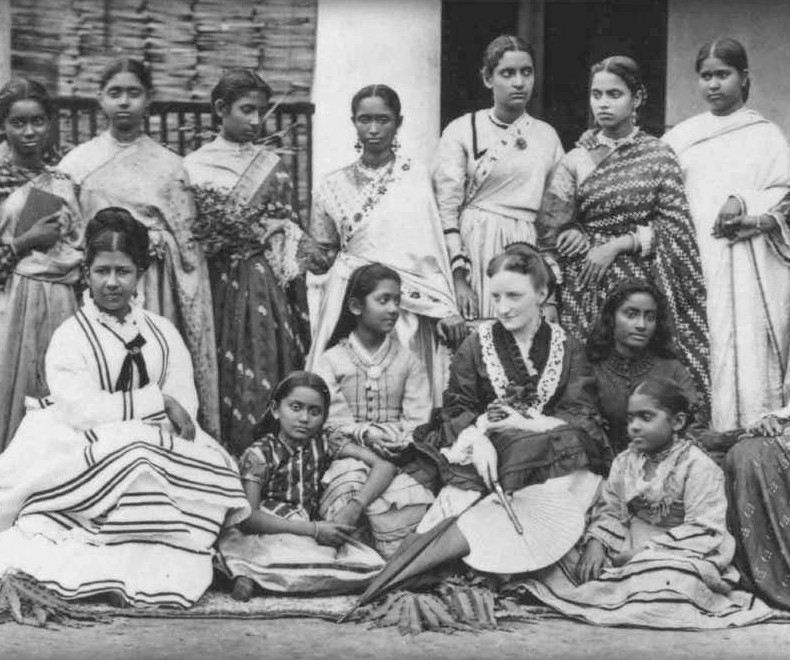
Annette Akroyd inmitten ihrer Schülerinnen

Die Gründung der Schule erwies sich unter diesen Umständen als sehr schwierig. Hinzu kam die mangelnde institutionelle Unterstützung, so dass man auf private Geldgeber angewiesen war. Und schließlich war es selbst für die progressiven Brahmos nicht ganz einfach, sich mit Annette Akroyd auf die Unterrichtsinhalte und die Gestaltung des Schulalltags zu einigen. Die Schule wurde trotz allem gegründet. Als offizielles Datum der Eröffnung gilt der 18. November 1873. An diesem Tag zog Akroyd zusammen mit einer zweiten Lehrerin und insgesamt fünf Schülerinnen in ein Haus in der Beniapukur Lane in Kalkutta. Die Schule war als Pensionat konzipiert und erhielt den Namen Hindu Mahila Vidyalaya (HMV) („Schule hinduistischer Frauen“). Annette Akroyd hatte die Oberaufsicht über die Schule, Dwarkanath Ganguly, späterer Ehemann von Kadambini Ganguly, war der Direktor. Zwei seiner eigenen Töchter und zwei von Monmohan Ghose gehörten zu den ersten Schülerinnen des Hindu Mahila Vidyalaya. Wichtige Unterstützer, besonders auch in finanzieller Hinsicht, fand die Schule unter anderem in Monmohan Ghose, John Budd Phear und seiner Frau, die selbst als Lehrerin im HMV tätig war, Durga Mohan Das (1841–1897), Henry Beveridge und der Maharani von Surnamoye. Bis Ende 1874 war die Anzahl der Schülerinnen auf immerhin 14 angewachsen. Annettes Akroyds Tätigkeit für die Schule fand schließlich durch einen Heiratsantrag von Henry Beveridge ein Ende. Die Eheschließung fand im Mai 1875 statt. Ein Jahr später wurde das Pensionat kurzzeitig geschlossen und am 1. Juni 1876 als Banga Mahila Vidyalaya („Bengalische Schule für Frauen“) wiedereröffnet. Dieses verschmolz am 1. August 1879 mit dem Bethune College.

## „Ilbert Bill“ 1883
Annette Beveridgs Erfahrungen mit Keshab Chandra Sen und den Angriffen der Brahmo Samaj-Missionare hatte ihren Einfluss auf einen Vorfall aus dem Jahre 1883, der deshalb bereits an dieser Stelle erwähnt werden soll. Sie beteiligte sich an der heftigen Diskussion um die Ilbert Bill mit einem Leserbrief an den Englishman, der am 6. März 1883 erschien. Die Einführung eines Gesetzes, durch das auch indische Richter über Briten zu Gericht sitzen konnten, lehnte sie mit Nachdruck ab. Sie verwies darauf, dass indische Männer wenig oder nichts getan hätten, um ihre Frauen aus der Abgeschlossenheit des Parda und der Bildungsferne zu befreien, und dass sie sich daher mit „ihren sozialen Vorstellungen offenbar noch immer an den äußeren Rändern der Zivilisation“ bewegten. Um ihre Argumentation weiter zu stützen, erinnerte sie an das Massaker in Kanpur während des Sepoyaufstandes, das die britische Öffentlichkeit lange Zeit zutiefst entsetzt hatte. Fast 200 Frauen und Kinder waren dabei grausam getötet worden. Annette Beveridge schreibt in ihrem Leserbrief: „[...] 26 Jahre reichen nicht aus, um die nationalen Charaktereigenschaften (characteristics) zu verändern oder Wilden die Qualitäten, stark und einfühlsam zugleich, zu entlocken, die gute Richter ausmachen.“ Diese öffentliche Stellungnahme gegen den Gesetzentwurf entfremdete sie zeitweilig nicht nur von ihrem Ehemann, der selbst die Ilbert Bill mit Nachdruck unterstützte, sondern auch von ihren liberal gesonnenen Freunden in England, namentlich Adelaide Manning von der NIA. Ihre Haltung erstaunt umso mehr, als sie spätestens seit Anfang der 1860er Jahre bengalische Freunde hatte, wie etwa Familie Ghose, bei denen sie in den ersten Wochen nach ihrer Ankunft in Kalkutta wohnte, und Krishna Govinda Gupta, den sie in Kalkutta wieder traf. Auf dem Weg nach Indien hatte sie ihrer Schwester voller Abscheu von einer Britin geschrieben, welche die Inder verachtete und nichts über Indien wusste. Ähnlich empört äußerte sie sich einige Monate später über britische Damen, die keinerlei Verständnis für indische Gepflogenheiten hatten, grundsätzlich nicht mit Einheimischen sprechen wollten und ihnen auch bei gesellschaftlichen Zusammenkünften aus dem Weg gingen. Eigentlich entsprach Annette Beveridge in keiner Weise einer „konventionellen Memsahib“, wie Margaret MacMillan feststellt. Sie habe sich Indien mit Neugierde und Enthusiasmus genähert.

## Heirat und Familienleben in Indien

Hochzeitsfoto von Henry und Annette Beveridge

Am 6. April 1875 heirateten Annette Akroyd und Henry Beveridge unter dem Special Marriage Act III von 1872 auf dem Standesamt von Kalkutta. Henry Beveridge, der selbst nicht religiös war, hatte diese Form der Eheschließung stark befürwortet. Die Brautleute mussten dabei bestätigen, dass sie keiner Religion angehörten. Annette Akroyd hätte eine kirchliche Hochzeit besser gefallen, aber sie stimmte schließlich zu, und so waren sie so gut wie die ersten, die unter dieser Verordnung die Ehe schlossen. Gleich nach der Hochzeit reiste das Paar nach England, um dort einen 18-monatigen Heimaturlaub zu verbringen. Nach ihrer Rückkehr Ende Oktober 1876 wurde Henry Beveridge, der ab 1857 Beamter des Indian Civil Service (ICS) war, zum Richter ernannt. Sein erster Einsatzort in seiner neuen Funktion war Rangpur. Bis zu seiner Pensionierung im Jahre 1893 wurde er noch sechs weitere Male versetzt.
Das Paar hatte insgesamt vier Kinder:
- Laetitia Santamani (Letty genannt) (Rangpur 10. Juli 1877 – 4. April 1893 Eastbourne)
- William (Rangpur 5. März 1879 – 16. März 1963)
- Annette Jeanie (Jeanette oder Tutu genannt) (Bankipur, Patna 15. September 1880 – 20. Januar 1958 London)[70]
- Herman (Faridpur 2. Oktober 1885 – 12. September 1890 Eastbourne).[71]

Entsprechend ihrer standesamtlichen Eheschließung ließen die Eltern keines ihrer vier Kinder taufen.

### Organisation des Haushaltes
Annette Beveridge war für den Haushalt zuständig und führte die Kasse. Sie verzeichnete alle Ein- und Ausgaben sorgfältig in einem Haushaltsbuch, das sie The Tools of my Trade („mein Handwerkszeug“) nannte. Auch die Anzahl der Bediensteten und ihre Aufgaben waren darin notiert. Da die wachsende Familie in Rangpur, Bankipur und Faridpur auf so gut wie keine Infrastruktur zurückgreifen konnte, waren die Haushaltsführung beschwerlich und die Beschäftigung zahlreicher Helfer unausweichlich. Die Mehrzahl der Bediensteten war im Gemüsegarten und mit der Versorgung der Tiere beschäftigt. Für die Milch der Kinder musste eine Kuh angeschafft werden, für die Versorgung mit Fleisch und Eiern hielten die Beveridges Schafe und Geflügel. Es gab Pferde und Wagen für den Transport. Außerdem gehörten ein Schneider, Wäscher und ein Koch zur Dienerschaft. Ein bis zwei Personen kümmerten sich um das Trinkwasser. Dazu fuhren sie mit einem Wagen zum Fluss und holten das Wasser in großen Krügen zum Haus, das dort vor Gebrauch gefiltert und abgekocht werden musste. In Rangpur betrug die Zahl der Diener 26. In Bankipur, als die Familie sich auf fünf Personen vergrößert hatte und die sozialen Verpflichtungen besonders groß waren, gab es 39 Bedienstete.

### Ausbildung der Kinder
Für eine der wichtigsten Fähigkeiten hielt Annette Beveridge die Kenntnis der deutschen Sprache. Dass in ihrem Haus gerade Deutsch einen so hohen Stellenwert besaß, mag an der großen Bedeutung liegen, die dem Deutschen ganz allgemein in der Victorianischen Epoche zugesprochen wurde. Möglicherweise hat es für Annette Beveridge aber auch eine Rolle gespielt, dass einer der wichtigsten frühen Verbreiter deutscher Literatur in England, William Taylor, ein Unitarier war. Sie beschäftigte jedenfalls ab 1882 ein deutsches Kindermädchen, das „erste von vielen Fräuleins“, wie William Beveridge später berichtet.

St. Pauls Schule und Darjeeling

Das „wahre Fräulein, dem die immerwährende Liebe der Kinder gehörte“, war Emma Vogel aus Halle (Saale), die Annette Beveridge ab Juni 1883 in London engagierte. Fräulein Vogel sollte auch bei den Kindern bleiben, während diese ein Internat in Southport besuchten. Obwohl ursprünglich an einen mehrjährigen Internatsbesuch gedacht war, eine übliche Praxis bei in Indien tätigen Briten, holte Annette Beveridge die Kinder schon 18 Monate später wieder nach Indien, weil sich die Schule in verschiedener Hinsicht als Fehlgriff herausgestellt hatte. Sie wurden von da an zu Hause unterrichtet. Die heiße Jahreszeit verbrachte Annette Beveridge mit den Kindern in Darjeeling, während der wenigen kühlen Monate lebten sie zusammen mit Henry in Kalkutta. Als es 1888 Schwierigkeiten gab, den Deutschunterricht zu sichern, sandte die Familie einen Hilferuf zu Fräulein Vogel nach Halle, die wenige Wochen später in Darjeeling erschien. Mehr als sechzig Jahre später lobte William Beveridge noch immer ihren vorzüglichen Sprachunterricht. Ein größerer Streitpunkt zwischen den Eheleuten war Annette Beveridges Wunsch, die Kinder sonntags in die Kirche zu schicken. Henry Beveridge war strikt gegen eine christliche Erziehung. Er gab dem Wunsch seiner Frau schließlich nach, hatte aber das Gefühl, dass sie sich in dieser Sache von ihm entfernte.

### Reisen, Trennungen und Krankheiten
William Beveridge schreibt später, dass die Jahre zwischen 1877 und 1883 vor allem von Reisen, Trennungen und Krankheiten geprägt waren. Diese drei Zustände waren eng miteinander verbunden, denn die Reisen gingen meistens in die kühleren Bergregionen Indiens, um der Hitze im Tiefland und den damit verbundenen gesundheitlichen Gefahren vor allem für die Kinder auszuweichen. Von Mai bis Oktober 1879 reiste Annette Beveridge mit Letty und William nach Shillong. Doch statt der erhofften Erholung infizierte sie sich dort mit der Cholera. Henry Beveridge übernahm ihre Pflege und reiste zurück, als sie wieder gesund war. Annette Beveridge besaß grundsätzlich eine recht robuste Gesundheit, auch wenn sie mit einer Größe von 152 cm sehr zierlich war. Sie litt allerdings seit ihrem 31. Lebensjahr an Schwerhörigkeit, musste ab 35 ein Hörrohr verwenden und war mit Anfang 60 vollkommen ertaubt.
Im Mai/Juni 1882 machte die gesamte Familie eine Reise nach Australien, um dort einen Cousin von Henry Beveridge zu besuchen. Bald nach der Rückkehr erkrankte Jeanette schwer, so dass Annette Beveridge mit ihr von August bis Oktober nach Masuri ging, damit sie sich in der kühleren Umgebung besser erholen konnte. Letty und William blieben in Bankipur beim Vater und einer deutschen Gouvernante, dem ersten von mehreren „Fräuleins“.
Im März 1886 musste Annette Beveridge sich wegen einer dringenden Ohrenoperation nach London einschiffen. Von einem Besuch in Southport brachte sie, früher als ursprünglich geplant, auch die Kinder mit nach Indien zurück. Nach siebenmonatiger Abwesenheit erreichte sie im November 1886 Kalkutta, Henry Beveridges Einsatzort seit elf Monaten. Im Dezember desselben Jahres bekam Herman so hohes Fieber, dass Annette Beveridge mit ihm zu einem erprobten Arzt in Arrah bei Patna fuhr und dort bis Januar 1887 blieb. Herman erholte sich zwar wieder, entwickelte sich aber nicht mehr altersgerecht weiter.

## Rückkehr nach England

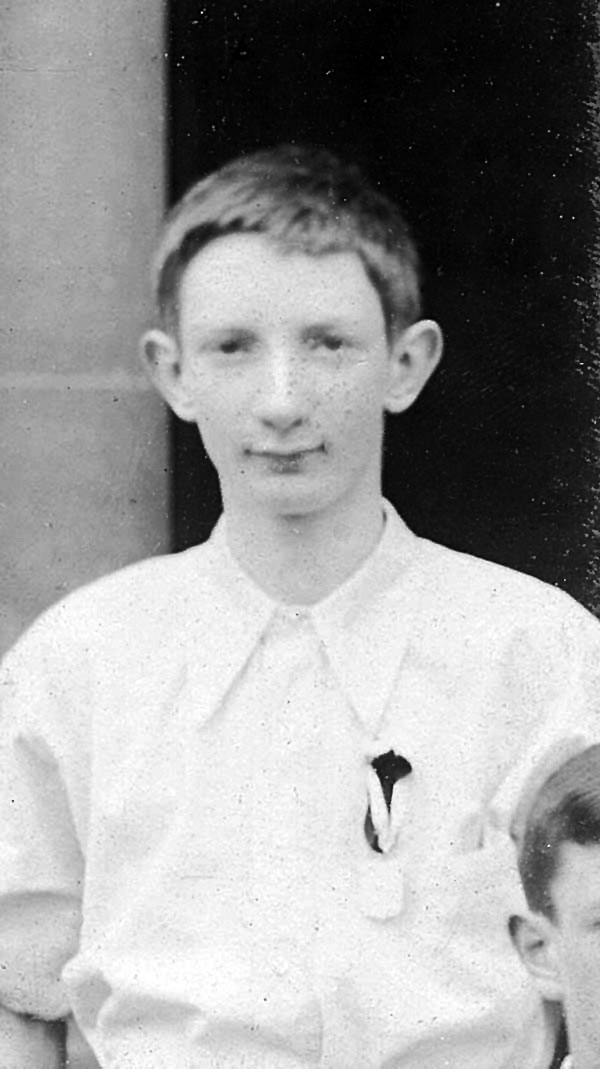
William 1890

Ende 1889 führte eine lebensbedrohliche Infektion Williams, die sechs Wochen lang mit hohem Fieber einherging, zu dem Entschluss, um der Gesundheit der Kinder willen nach England zurückzukehren. Henry Beveridges Pensionierung stand erst 1893 an. Er blieb daher noch in Indien, während Annette Beveridge mit den Kindern im April 1890 nach England zurückkehrte und dort nach einem passenden Wohnort Ausschau hielt. Am 11. September 1890 bezogen sie ein Haus in Eastbourne, The Croft. Noch am Tag nach dem Einzug erkrankte Herman und starb innerhalb von 24 Stunden.
Ende Februar 1893 kehrte Henry endgültig aus Indien zurück, so dass die Familie nun, bis auf Herman, wieder vereint war. Doch kaum sechs Wochen später starb die fünfzehnjährige Letty an einer Grippe. Annette Beveridge verbrachte sechs rastlose Monate der Trauer, in denen sie Ablenkung bei Freunden und Verwandten suchte. Nach Henry Beveridges Pensionierung gaben sie das Haus in Eastbourne auf und zogen im Frühling 1894 nach Haslemere, Pitfold, in ein geräumiges Haus mit großem Garten.
Im Jahr des Umzugs wohnte Annette Beveridge Halbschwester Kate für etwa zehn Monate bei den Beveridges. Sie hatte sich von ihrem Ehemann getrennt und blieb dort, solange der Scheidungsprozess noch nicht abgeschlossen war. Eine Trennung war zu dieser Zeit in England so sehr verpönt, dass Annette Beveridges Schwester Fanny jeden Kontakt mit beiden Schwestern verweigerte. Annette Beveridge hingegen gewährte Kate jede mögliche Unterstützung.
Für den Sommer 1898 planten Annette und Henry Beveridge einen längeren Urlaub, zu dem auch eine Schiffsreise auf dem Rhein gehörte. Während ihrer Abwesenheit vermieteten sie ihr Haus an George Bernard Shaw, der dort seine Flitterwochen verbrachte. Im gleichen Jahr studierte William am Balliol College der University of Oxford.
Eine Indienreise Henry Beveridges von Juli 1899 bis April 1900 nutzte Annette Beveridge, um das Haus umzubauen. Ein Gedenkstein im Eingangsbereich des Hauses mit der Aufschrift „REBUILT 1899“ erinnert an diesen umfangreichen Umbau.
Die meiste Zeit widmete Annette Beveridge nun der wissenschaftlichen Arbeit: 1894 begann sie, Persisch zu lernen und übersetzte zunächst ein persisches Werk ins Englische. Im Jahre 1898 trat sie der Royal Asiatic Society bei. Etwa ab 1900 arbeitete sie sich in die Tschagataische Sprache ein und übersetzte die Memoiren Baburs.

## Haltung zum Frauenwahlrecht: Von der Suffragette zur Anti-Suffragette
In ihrer Jugendzeit war Annette Beveridge durch ihre Kontakte mit dem Bedford College mit der Kensington Society bekannt gemacht worden. Diese Gesellschaft, in der Absolventinnen des Londoner Queen’s College und des Bedford College ihre Kontakte pflegten und insbesondere Fragen der Frauenbildung und des Frauenwahlrechts diskutierten, war von Charlotte Manning, Emily Davies und anderen gegründet worden. Annette Akroyd erhielt am 3. Oktober 1865 eine Mitteilung von Emily Davies über ihre Wahl zum Mitglied.
Aus der Kensington Society rekrutierten sich auch die Initiatorinnen der Petition von 1866, die letztlich auf die Einführung des Frauenwahlrechtes abzielte. Diese Petition, in der auch die Namen von Annette Akroyd und Fanny erscheinen, wurde durch John Stuart Mill im Parlament eingereicht. Wie ihre Tagebucheinträge belegen, war Annette Beveridge bis Mai 1872, zumindest gelegentlich, für das Frauenwahlrecht aktiv. Ein Brief an ihren Mann vom Juli 1890 bezeugt ihre anhaltende Sympathie für die Suffragetten.
Im Laufe ihres Lebens änderte sie jedoch ihre Ansichten und wechselte auf die Gegenseite. Aus einem ihrer Briefe an ihren Sohn William aus dem Jahr 1905 geht hervor, dass sie dem Frauenwahlrecht keine Bedeutung mehr beimaß. Um 1908 übernahm sie sogar das Amt einer Sekretärin im lokalen Zweig der Vereinigung gegen das Frauenwahlrecht (National League for Opposing Woman Suffrage). Diese Vereinigung hielt eine Teilnahme von Frauen an den Parlamentswahlen nicht für wünschenswert, wohl aber an Kommunalwahlen. Annette Beveridge vertrat nun die Meinung, dass Frauen sich auf ihre häuslichen Pflichten konzentrieren und ihren Aktionsradius auf die engere Umgebung begrenzen sollten. Dabei hielt sie es allerdings für wichtig, dass Frauen auch eine Tätigkeit außerhalb der Familienarbeit haben, aus der sie Kraft schöpfen können. Als Beispiel stand ihr offenbar ihre eigene wissenschaftliche Aktivität vor Augen. Letzterer widmete sie auch die bei weitem meiste Zeit. Ihr Einsatz für die Anti-Suffrage-Bewegung war, wie ihr Sohn es ausdrückt, „nur eine leichte Kräuselwelle in Annettes Hauptlebensstrom“.

## Letzte Jahre

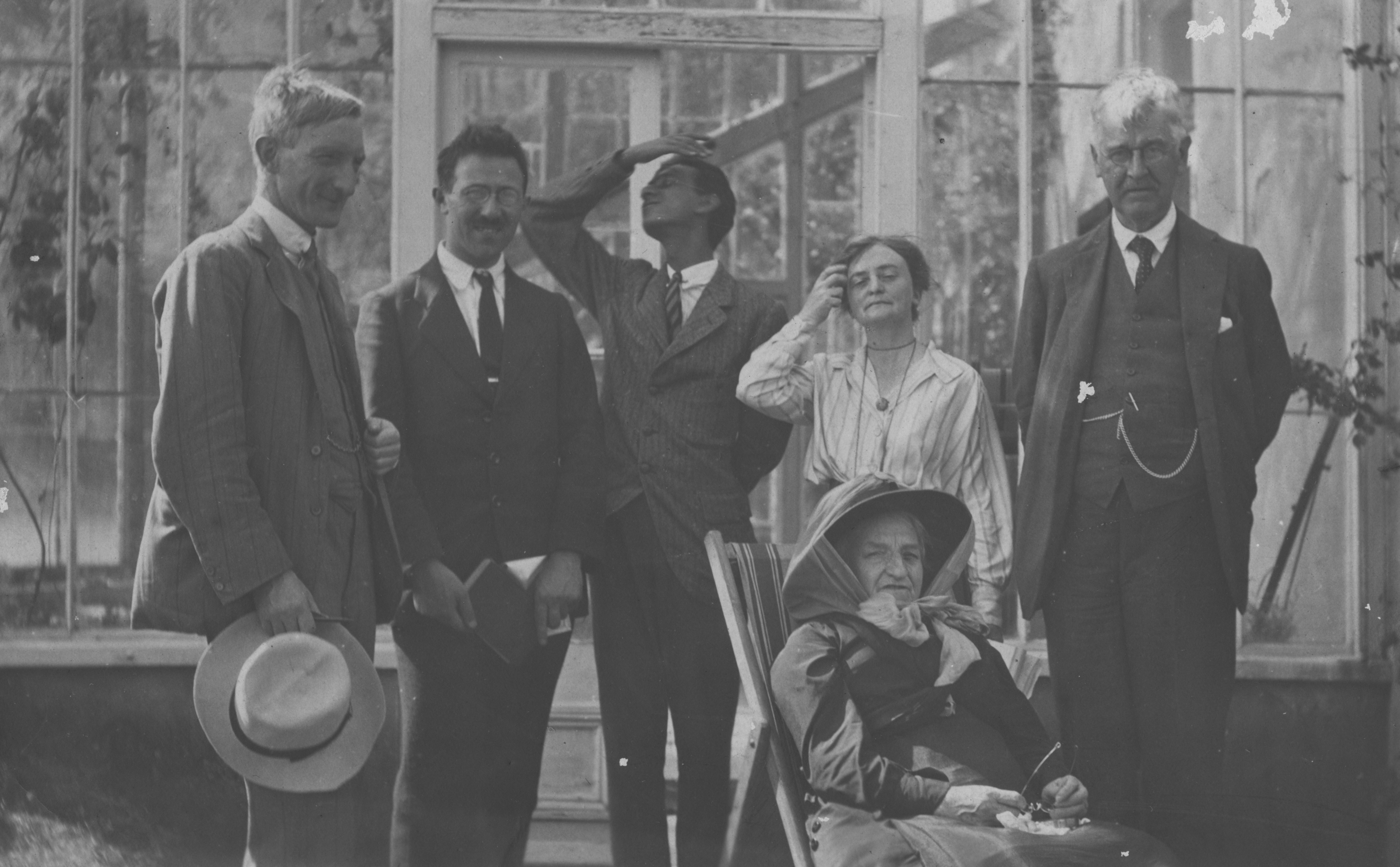
Annette Beveridge (sitzend) und ihr Sohn William (ganz links), 1921.

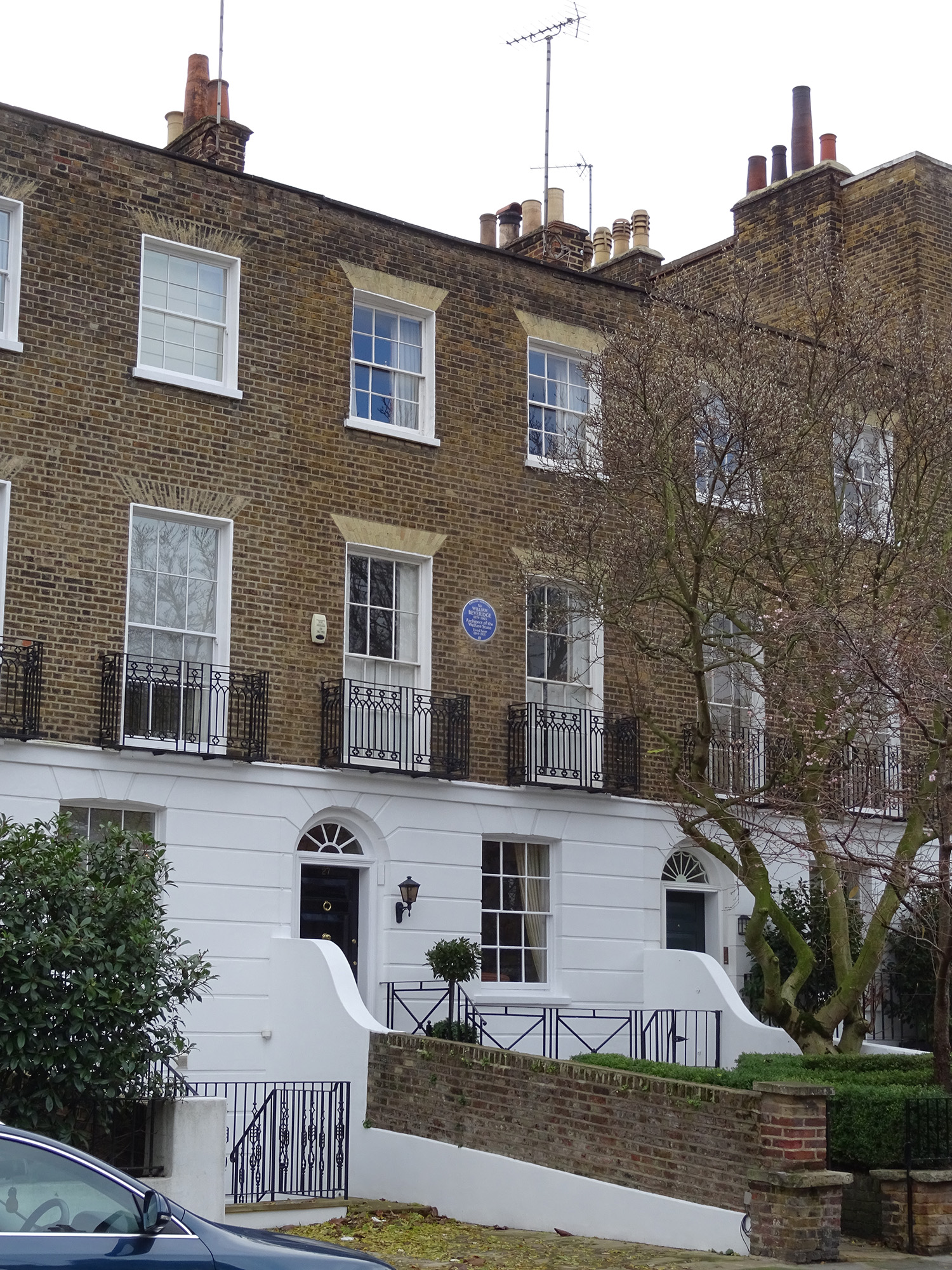
27 Bedford Gardens, Campden Hill, London, W8 7EF, Royal Borough of Kensington and Chelsea

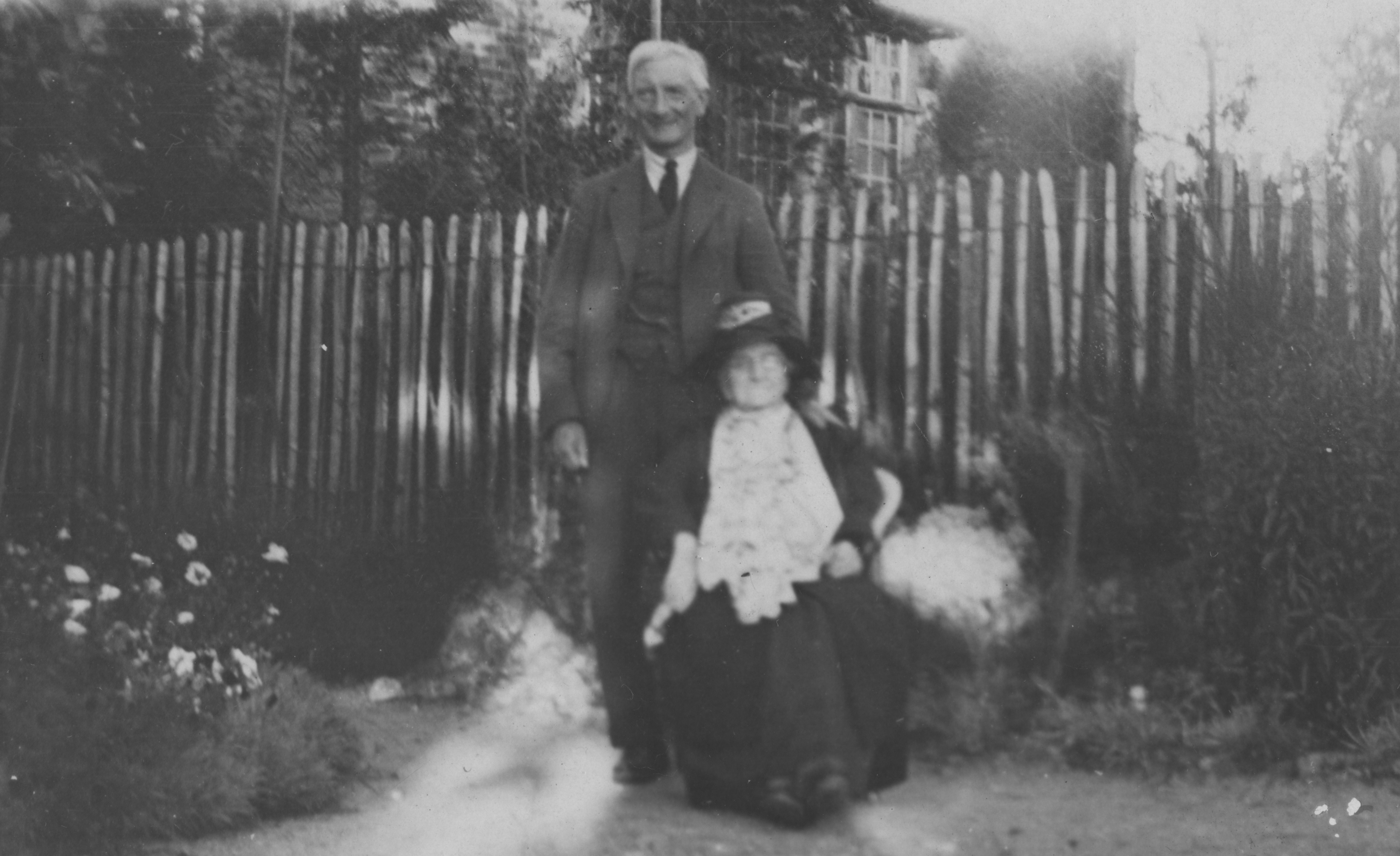
Letztes Foto von Annette Beveridge mit ihrem Sohn William vor ihrem Tod, Aufnahme von 1928

Im September 1917 schrieb sie an Sohn William, dass sie genug habe „von den Haushaltsangelegenheiten, die ihre Zeit fressen“. Das Haus war für die Bedürfnisse des Ehepaars Beveridge zu groß und unpraktisch geworden, so dass sie Pitfold ab Winter 1917 vermieteten und eine Zeitlang in einem nahe gelegenen kleinen Landhaus lebten. Nach dem Ersten Weltkrieg zogen sie zu William nach Kensington, einem Stadtteil von London.
Er wohnte seit 1914 in 27 Bedford Gardens in Campden Hill, London W8 7EF im Royal Borough of Kensington and Chelsea. Dort enthüllte die English Heritage im November 2018 eine Blue Plaque zur Erinnerung an William.
William Beveridge wurde nach dem Krieg zum Ritter geschlagen und zum ständigen Sekretär des Ernährungsministeriums ernannt. Ab 1919 war er Direktor der London School of Economics and Political Science, die sich seit 1920 in der Houghton Street befindet.
Henry Beveridge, der nur wegen seiner Frau nach London gekommen war, kehrte 1925, inzwischen 88 Jahre alt, nach Pitfold zurück. Annette Beveridge blieb in London in Williams Nähe und arbeitete dort in der British Library. Wie schon vor dem Krieg verbrachte sie die Wochenenden und längere Ferienaufenthalte, vor allem im Sommer, bei ihrem Ehemann. Noch im März 1928 schrieb sie diesem aus London: „Ich habe gestern den ganzen Tag an Gulbadan gearbeitet und komme gut voran.“
Wenige Monate später musste das Paar aus Altersgründen das Haus in Haslemere ganz aufgeben und zu William Beveridge nach Kensington ziehen. Annette Beveridge war etwa ein halbes Jahr lang bis zu ihrem Tod auf ständige Pflege angewiesen. Henry Beveridge starb wenige Monate nach ihr.

## Werke
Zwischen 1878 und 1882 veröffentlichte Annette Beveridge fünf kleinere Artikel, zumeist über Eindrücke und Ereignisse in der indischen Provinz. Danach begann sie ihr erstes größeres Buchprojekt.

### Übersetzung aus dem Deutschen: Graf von Noers „Kaiser Akbar“
Etwa fünf Jahre, von 1885 bis 1890, brauchte sie für ihre Übersetzung des Werkes Kaiser Akbar. Ein Versuch über die Geschichte Indiens im sechzehnten Jahrhundert. Der Autor, Graf Friedrich August von Noer, hatte den ersten Band des zweiteiligen Werkes 1880 veröffentlicht. Durch seinen frühen Tod im Jahre 1881 hatte er für einen geplanten zweiten Band wenig mehr als eine Materialsammlung und grobe Skizzen anlegen können. Die verwitwete Gräfin von Noer beauftragte Gustav von Buchwald mit der Fertigstellung des zweiten Teils, der schließlich 1885 im Brill Verlag erschien. Im August 1886 machte Annette Beveridge mit ihren drei größeren Kindern und dem Kindermädchen Emma Vogel eine kurze Reise von London nach Schleswig-Holstein, um die Gräfin zu besuchen. Gemeinsam mit von Buchwald sprachen sie dort über ihre Revision der beiden Bände und die englische Übersetzung. Dass von Buchwald mit der Vollendung des Kaiser Akbar betraut worden war, hielt sie für einen völligen Fehlgriff, weil er keine näheren Kenntnisse zu Indien besaß. 1887 veröffentlichte Annette Beveridge im Calcutta Review einen längeren Artikel über das Leben und die Schriften von Friedrich August von Noer, der 1890 erneut als Einleitung zu ihrer englischen Übersetzung von Kaiser Akbar abgedruckt wurde. Von besonderem Interesse sind dabei ihre Ausführungen auf den letzten Seiten, in denen ihre eigene Haltung zu British Indien deutlich wird. Sie weist darauf hin, dass Akbar oft als ein Herrscher dargestellt wird, auf den Indien stolz sein könne. Dabei werde häufig vergessen, dass Akbar ein Fremdherrscher war, der sich in erster Linie auf Männer stützte, die ebenfalls nicht aus Indien stammten. Annette Beveridge sah darin eine Parallele zur britischen Herrschaft über Indien. Akbar habe seine militärische Macht, ebenso wie Königin Victoria, durch eine fremde Armee ausgeübt, und sein Reich, genauso wie Queen Victoria, durch ausländische Beamte verwaltet. Letztlich sei die britische Verwaltung Indiens derjenigen Akbars aber überlegen, denn die des Mogulherrschers sei verdorben gewesen durch seine korrupten Statthalter. Die Leistungen der Briten in Indien seien erheblich, aber nicht so offenkundig wie die Akbars. Als „Engländerin“ hoffte sie, dass diese eines Tages dennoch die ihnen gebührende Anerkennung finden werden und die Briten dann als Herrscher betrachtet werden, auf die Indien ebenfalls stolz ist.

### „Humāyūn-nāma“
Nach dem Emperor Akbar begann sie mit der Übersetzung des Humāyūn-nāma, eines
Werkes in persischer Sprache, abgefasst etwa 1587 von der Mogul-Prinzessin Gulbadan Begam. Diese kam damit dem Befehl Akbars nach, ihre Erinnerungen an ihren Vater, den Dynastiegründer Babur, niederzuschreiben. Vom Humāyūn-nāma existiert nur eine einzige Handschrift, die unter der Signatur Or. 166 in der British Library verwahrt wird.
Henry Beveridge war bei Recherchen zu seinen eigenen Arbeiten auf das Manuskript gestoßen und hatte seiner Ehefrau vorgeschlagen, eine Übersetzung zu versuchen – nicht zuletzt in der Hoffnung, dass sie mit einem neuen Projekt besser über den Tod ihrer Tochter Letty hinwegkam, die im April 1893 gestorben war. Annette Beveridge ging darauf ein und begann 1894, mit 51 Jahren, Persisch zu lernen. Ihre ersten Unterrichtsstunden erhielt sie höchstwahrscheinlich von ihrem Ehemann, denn sie widmete ihm später ihre Übersetzung des Humāyūn-nāma mit den Worten: „To my husband, who set my feet upon the Persian way, and has strewed it with open-hearted largesse of help and counsel.“ Sie selbst erklärte später ihrem Sohn William, dass sie mit dem Persischen begonnen habe, um mehr mit Henry gemeinsam zu haben. Allerdings sei diese Beschäftigung mit Büchern ihrer Schwerhörigkeit geschuldet; es sei nicht ihr wahres Leben. Ein Artikel über Gulbadan Begam im Calcutta Review 1898 bezeugt, dass sie zu dieser Zeit bereits auf die neuerlernte Sprache zurückgreifen konnte. Die Übersetzung des Humāyūn-nāma war dennoch keine einfache Aufgabe. Da der persische Text nur in einer einzigen Handschrift existierte, gab es im Falle von Unklarheiten oder Fehlern keinerlei Vergleichsmöglichkeit mit anderen Manuskripten. Eine weitere Schwierigkeit bestand darin, dass Gulbadan Begam, deren Muttersprache das Tschagatai-Türkische war, viele türkische Redewendungen verwendete, die überdies nicht einheitlich in der Handschrift wiedergegeben waren.
Die englische Übersetzung des Humāyūn-nāma erschien Anfang 1902, wobei der Aufsatz von 1898 über Gulbadan Begam, mit einigen Veränderungen, als Vorwort diente. In diesem Band war außerdem eine Edition des persischen Textes enthalten sowie ein Anhang mit insgesamt 203 biographischen Kurzbeschreibungen wichtiger Mogul-Damen. Dazu trug Annette Beveridge nicht nur alle relevanten Angaben aus dem Humāyūn-nāma, sondern auch aus der Autobiographie Baburs und diversen anderen Werken zusammen. Auf diese Weise konnten die Identitäten der aufgelisteten Frauen und zahlreiche komplexe Verwandtschaftsbeziehungen erhellt werden. Der Anhang stellt einen wertvollen Beitrag zur Mogul-Historiographie dar.

### „Bābur-nāma“

Annette Beveridge 1912

Für den biographischen Anhang zum Humāyūn-nāma hatte Annette Beveridge auch das Bābur-nāma in der Übersetzung von William Erskine einbezogen. Erskines Werk liegt die persische Übersetzung von Baburs Autobiographie zugrunde, die ʿAbd ar-Rahim Khan Khanan im Auftrag Akbars anfertigte und 1589 vollendete. Da Babur seine Memoiren aber auf Tschagataisch verfasst hatte, ließ eine Übertragung über den Umweg des Persischen letztlich viele Fragen offen. Annette Beveridge begann etwa um 1900, sich in das Tschagataische einzuarbeiten. Diese osttürkische Sprache war bis dahin im Westen noch weitgehend unbekannt. Immerhin gab es aber bereits zwei Sprachstudien von Hermann Vámbéry und Robert Barkley Shaw aus den Jahren 1867 und 1878, die jeweils eine Kurzgrammatik und ein kleines Wörterbuch enthalten. Dass sie Shaws Vocabulary verwendet, erwähnt sie mehrfach.
Erste Ergebnisse ihrer Studien konnte sie im Juli 1900 vorweisen: In einem Aufsatz über die damals bekannten tschagataischen Manuskripte des Bābur-nāma präsentierte sie eine Liste von 15 bekannten Handschriften. Darin eingeschlossen war auch ein kurz vor der Drucklegung von Henry Beveridge in Hyderabad entdecktes Bābur-nāma. Dieser Text aus Hyderabad, im Besitz der Nachkommen von Salar Jung I., erwies sich bald als die beste bekannte Handschrift. Aufgrund ihres hohen historischen Wertes wurde sie als erster Band in der Gibb Memorial Series als Faksimile herausgegeben. Annette Beveridge hatte die Druckfahnen korrigiert, die Indices erstellt und eine Einleitung verfasst. In nachfolgenden Artikeln versuchte sie, den originalen Text so weit wie möglich wiederherzustellen.
Es war ursprünglich nicht ihr Ziel, eine neue Übersetzung anzufertigen. In einem Aufsatz von 1906 schloss sie das noch ausdrücklich aus. Sie plante vielmehr, die Übersetzung von Erskine auf der Grundlage des tschagataischen Textes zu überarbeiten. Es stellte sich jedoch heraus, dass die Abweichungen zwischen Erskines Übersetzung und dem tschagataischen Originalwortlaut zu zahlreich und zu gravierend waren. Aus diesem Grund lief es schließlich doch auf eine Übersetzung hinaus, nun also erstmals aus dem Tschagataischen, die in vier Faszikeln von 1912 bis 1921 erschien. Annette Beveridge war es wichtig, die Stimme Baburs so originalgetreu wie möglich wiederzugeben. Das führte nicht selten zu einer Wort-für-Wort-Übersetzung, der es erheblich an literarischer Eleganz mangelte. Aus diesem Grund wies Wheeler Thackston, emeritierter Professor für Persisch an der Harvard University, ihren Text gänzlich als „a student’s effort“ zurück. Andere Stimmen aus der Fachwelt halten diese Einschätzung jedoch nicht für angemessen. Robert Dankoff stimmte zwar zu, dass Beveridges Text das Bābur-nāma allzu wörtlich wiedergibt. Er merkte aber auch an, dass sie an manchen Stellen richtig lag, wo Thackston irrte; Thackstons Übersetzung könne diejenige von Beveridge nicht ersetzen. Stephen F. Dale, der sich besonders mit Baburs Gedichten beschäftigt hat, lobt sogar Beveridges kunstvolle Wiedergabe eines Ghasels. Und Wolfgang Scharlipp wies auf das grundsätzliche Problem hin, dass „eine Übersetzung, die mit einem literarisch lesbaren Text einen größeren Leserkreis ansprechen will, unvermeidlich an wissenschaftlicher Feinheit verliert, wie Beveridge sie bietet.“
Der umfangreiche Apparat an Fußnoten und Anhängen in Annette Beveridges Bābur-nāma Übersetzung weist deutlich darauf hin, dass sie einen kritischen Text anfertigen wollte, der in erster Linie für ein Fachpublikum gedacht war. Dass ein beträchtlicher Teil dieser Anmerkungen bisher unübertroffen ist, bescheinigten ihr sowohl Robert Dankoff als auch Stephen F. Dale.

## Werkliste

### Editionen und Übersetzungen
- Frederick Augustus, Count of Noer: The Emperor Akbar, a contribution towards the History of India in the 16th Century. Bd. 1. Translated, and in part revised by Annette S. Beveridge. Thacker, Spink & Co, Kalkutta, Trübner & Co, London 1890. Vol. 1
- Frederick Augustus, Count of Noer: The Emperor Akbar, a contribution towards the History of India in the 16th Century. Bd. II. Herausgegeben von Gustav von Buchwald. Translated from the German by Annette S. Beveridge. Thacker, Spink & Co, Kalkutta, Trübner & Co, London 1890. Bd. 2.
- The History of Humāyūn (Humāyūn-Nāma) by Gul-Badan Begam (Princess Rose-Body). Translated with Introduction, Notes, Illustration and Biographical Appendix and reproduced in the Persian from the only known MS. of the British Museum. Annette S. Beveridge. Royal Asiatic Society, London 1902. Reprint Low Price Publications, Delhi 1989. Digitalisat
- What the Rose Did to the Cypress. (from the Persian) In: Andrew Lang (Hrsg.): The Brown Fairy Book. Longmans, Greenpp., 1904. S. 1–47
- The Bábar-Náma: being the autobiograpy of the Emperor Bábar, the founder of the Moghul Dynasty in India, written in Chaghatay Turk. Now reproduced in facsimile from a ms. belonging to the late Sir Sálár Jang of Haydarábád, and edited with a preface and indexes by Annette S. Beveridge. Brill, Leiden u. a. 1905. E.J.W. Gibb Memorial No. 1. Digitalisat
- The Key of the Hearts of Beginners. A set of Tales written down in Persian by Bibi Brooke, And Translated into English by Annette S. Beveridge. Luzac & Co., London 1908. Digitalisat
- The Bābur-nāma in English. (Memoirs of Bābur). Translated from the original Turki Text of Zahiru'd-dīn Muḥammad Bābur Pādshāh Ghāzī. Luzac and Co., London 1922. Bd. I Bd. II

### Aufsätze
- The Hindu Mahila Bidyalaya. In: Englishwomen’s Review. Bd. 34, Februar 1876, S. 49–59.
- An Agricultural Show in Rural Bengal. In: Journal of the National Indian Association. 1878, S. 144–148
- Realities of Bengali Life. In: Fraser’s Magazine. März 1879, S. 358–370
- Going to the Fair in Behar. In: Journal of the National Indian Association. Juni 1881, S. 352–355
- A Gossip about opium. In: Journal of the National Indian Association. August 1881, S. 459–465.
- The Dandy-Wallah in the Hills. In: Journal of the National Indian Association. Dezember 1882, S. 691–694.
- The Life and Writings of Friedrich August, Prince of Schleswig-Holstein-Sonderburg-Augustenburg. In: Calcutta Review. Bd. 85, Juli 1887, S. 98–133
- Muhammad Husain Khan (Tukriyah): A Sketch of One of Akbar’s Heroes. In: Calcutta Review. Januar 1894, S. 1–29.
- A Suggestion for the Second Edition of Mr. Blochmann’s Ain. In: Journal of the Asiatic Society of Bengal. Band 64, 1895, S. 163–165.
- Notes concerning Khwaja Mu'īn Harawī, the father of Niẓāmu-d-dīn Aḥmad Bakhshī. In: Journal of the Asiatic Society of Bengal. Bd. 64, 1895, S. 166–170.
- The Life and Writings of Gul-badan Begam (Lady Rosebody). In: Calcutta Review. April 1898, S. 345–371
- Notes on the Mss. of the Turki Text of Babar’s Memoirs. In: The Journal of the Royal Asiatic Society of Great Britain and Ireland. Juli 1900, S. 439–480.
- Further Notes on the MSS. of the Turkī Text of Bābar’s Memoirs. In: The Journal of the Royal Asiatic Society of Great Britain and Ireland. 1902, S. 653–659
- The Haydarabad Codex of the Babar-Nama or Waqi'at-i-Babari of Zahiru-d-Din Muhammad Babar, Barlas Turk. In: Journal of the Royal Asiatic Society of Great Britain and Ireland. Oktober 1905, S. 741–762.
- The Haydarabad Codex of the Babar-Nama or Waqi'at-i-Babari of Zahiru-d-Din Muhammad Babar, Barlas Turk. In: Journal of the Royal Asiatic Society of Great Britain and Ireland. Januar 1906, S. 79–93.
- Further Notes on the Babar-Nama MSS.: The Elphinstone Codex. In: Journal of the Royal Asiatic Society. 1907, S. 131–144.
- The Babar-nama: The Material now Available for a Definitive Text of the Book. In: The Journal of the Royal Asiatic Society of Great Britain and Ireland. Januar 1908, S. 73–98.
- On a Point in Translation. In: The Author. Bd. 18, Feb. 1908, S. 148–149.
- Notes on the Bābar-nāma. In: The Journal of the Royal Asiatic Society of Great Britain and Ireland. April 1909, S. 452–460.
- The Babar-Nama Description of Farghana. In: The Journal of the Royal Asiatic Society of Great Britain and Ireland. Januar 1910, S. 111–128.
- The Babar-Nama: A Passage Judged Spurious in the Haydarabad Manuscript. In: The Journal of the Royal Asiatic Society of Great Britain and Ireland. Januar 1911, S. 65–74.
- Notes on the Babur-nama. In: The Journal of the Royal Asiatic Society of Great Britain and Ireland. April 1914, S. 440–451.
- Further Notes on Baburiana. In: The Journal of the Royal Asiatic Society of Great Britain and Ireland. Bd. 1, Jan. 1923, S. 75–82.